# يو إف سي ليلة القتال: بيرموديز ضد الزومبي الكوري
يو إف سي ليلة القتال: بيرموديز ضد الزومبي الكوري (بالإنجليزية: UFC Fight Night: Bermudez vs. The Korean Zombie)‏ هو حدث لفنون القتال المختلطة نظمته يو إف سي، أُقيم في 4 فبراير 2017، على تويوتا سنتر في هيوستن، تكساس، الولايات المتحدة.